# Agustín Villar Hernando
Agustín Villar Hernando (Zamora, 8 de julio de 1982 - Salamanca, 26 de julio de 2013) fue un jugador de fútbol profesional español que jugaba en la demarcación de centrocampista.

## Biografía
Agustín Villar debutó como futbolista profesional en 2002 con el Real Valladolid CF, equipo en el que permaneció durante dos temporadas. En 2004 fichó por la UD Vecindario durante otras dos temporadas, siendo traspasado en 2006 al CD Guijuelo. En 2007 fichó por el Zamora CF, club con el que portó el brazalete de capitán los últimos años en los que Agustín permaneció en el equipo. En la temporada 2007/2008 y en la temporada 2008/2009 jugó con el club la promoción de ascenso a Segunda División, sin éxito en ninguna de las dos. En 2012 Agustín se vio forzado a su retirada como futbolista tras diagnosticársele un cáncer testicular en enero. Finalmente Agustín falleció el 26 de julio de 2013 en Salamanca debido a su enfermedad a los 31 años de edad.

## Clubes
| Club               | País   | Año         | Partidos | Goles |
| ------------------ | ------ | ----------- | -------- | ----- |
| Real Valladolid CF | España | 2002 - 2004 | 1        | 0     |
| UD Vecindario      | España | 2004 - 2006 | 8        | 0     |
| CD Guijuelo        | España | 2006 - 2007 | 34       | 1     |
| Zamora CF          | España | 2007 - 2012 | 138      | 5     |

## Memorial Agustín Villar
Desde el verano de 2014, se celebra anualmente el Torneo Memorial Agustín Villar.

### I Memorial Agustín Villar 2014
En Zamora, 06/08/2014:
- Guijuelo 0 - Valladolid 2
- Zamora 0 - Guijuelo 0
- Zamora 0 - Valladolid 0
- Campeón: Valladolid

### II Memorial Agustín Villar 2015
En Zamora, 08/08/2015:
- Zamora 1 - Valladolid 6
- Campeón: Valladolid

Se jugó un partido homenaje, independientemente del Memorial: 06/08/2015, en Guijuelo: Guijuelo 3 - UD Logroñés 3

### III Memorial Agustín Villar 2016
En Zamora, 23/07/2016:
- Zamora 0 - Guijuelo 2
- Guijuelo 0 - Valladolid 1
- Zamora 0 - Valladolid 3
- Campeón: Valladolid

### IV Memorial Agustín Villar 2017
En Salamanca, 06/08/2017:
- Zamora 1 - Guijuelo 0
- Zamora 0 - Valladolid 3
- Guijuelo 0 - Valladolid 2
- Campeón: Valladolid

### V Memorial Agustín Villar 2018
En Zamora, 25/07/2018:
- Zamora 1 - Guijuelo 2
- Campeón: Guijuelo

### VI Memorial Agustín Villar 2019
En Guijuelo, 27/07/2019:
- Guijuelo 1 - Zamora 1

### VII Memorial Agustín Villar 2020
En Zamora, 30/09/2020:
- Valladolid B 0 - Guijuelo 0
- Zamora 0 - Valladolid B 0
- Zamora 1 - Guijuelo 0
- Campeón: Zamora

### VIII Memorial Agustín Villar 2021
En Guijuelo, 31/08/2021:
- Guijuelo 0 - Zamora 1
- Campeón: Zamora

### IX Memorial Agustín Villar 2022
En Zamora,13/08/2022:
- Zamora 1 - Guijuelo 0
- Campeón: Zamora

### X Memorial Agustín Villar 2023
En Guijuelo, 16/08/2023:
- Guijuelo 1 - Zamora 1

### XI Memorial Agustín Villar 2024
En Guijuelo, 07/08/2024:
- Guijuelo 1 - Zamora 0

Campeón: Guijuelo